# 365 Corduba
Corduba (asteroide 365) é um asteroide da cintura principal com um diâmetro de 105,92 quilómetros, a 2,3741148 UA. Possui uma excentricidade de 0,1542192 e um período orbital de 1 717,75 dias (4,7 anos).
Corduba tem uma velocidade orbital média de 17,77750464 km/s e uma inclinação de 12,7831º.
Este asteroide foi descoberto em 21 de Março de 1893 por Auguste Charlois.